# エベル・エルナンデス
エベル・エルナンデス（Ever Hernández、1958年12月11日 - ）は、エルサルバドル出身の元サッカー選手。1982W杯の予選を兼ねた1981 CONCACAF選手権のメキシコ戦で決勝点を決めるなど母国のW杯出場に貢献した。本大会ではハンガリー戦に先発出場するも、ゴールは奪えなかった。

## 所属クラブ
- CDサンティアゲーニョ 1972–1983
- CDファス 1983–1991
- アリアンサFC